# Epitomus alpicola
Epitomus alpicola là một loài tò vò trong họ Ichneumonidae.